# História dos judeus na China
Judeus e judaísmo na China são predominantemente compostos por judeus sefarditas e seus descendentes. Outras divisões étnicas judaicas também estão representadas, incluindo judeus asquenazes, judeus mizrahi e uma série de convertidos.
A comunidade judaica chinesa manifesta uma ampla gama de tradições culturais judaicas e também abrange todo o espectro da observância religiosa judaica. Embora uma pequena minoria, os judeus chineses têm uma presença aberta no país desde a chegada dos primeiros imigrantes judeus durante o século VIII d.C.

## História
Foi afirmado por alguns que os judeus que historicamente residiam em vários lugares da China se originaram com as Dez Tribos Perdidas do antigo Reino de Israel exilado que se mudaram para as áreas da Atual China. Traços de alguns rituais judeus antigos foram observados em alguns lugares.